# Килади (Кожани)
Килади (грч. Κοιλάδι) је насељено место у општини Горуша у периферији Западна Македонија, Грчка. Према попису из 2021. године био је 1 становник.
Насеље је 1913. године имало 170 Грка муслимана (Валахади). Килади се налази у области Населица, која је некада била насељена словенским становништвом које је касније хеленизовано. Године 1923. муслиманско становништво је принудно исељено у Турску а на њихово место су насељене 32 грчке избегличке породице, којих је на попису из 1928. године било 111. Село се раније звало Чавалер.